# 哈尔滨地铁2号线

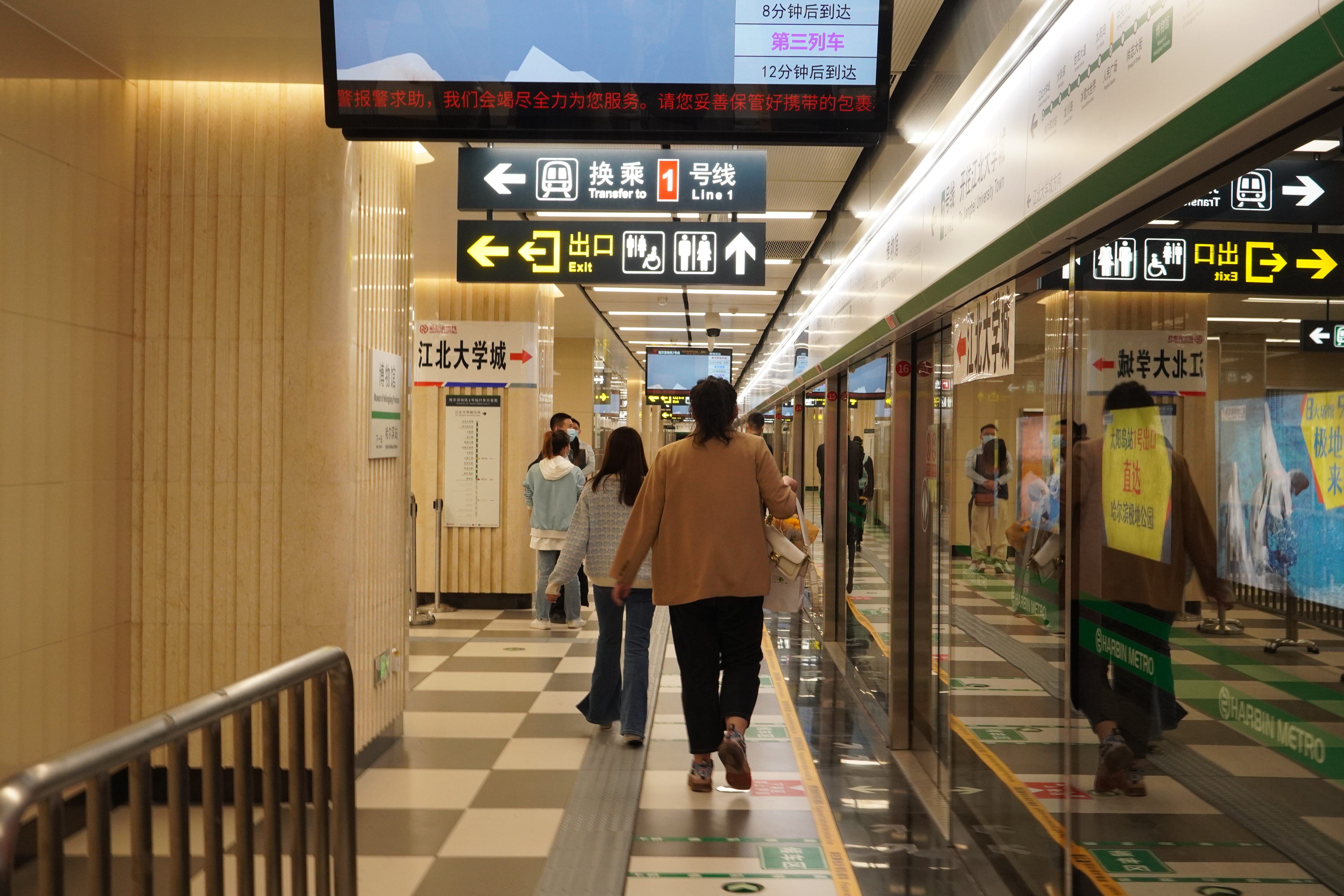
博物馆站

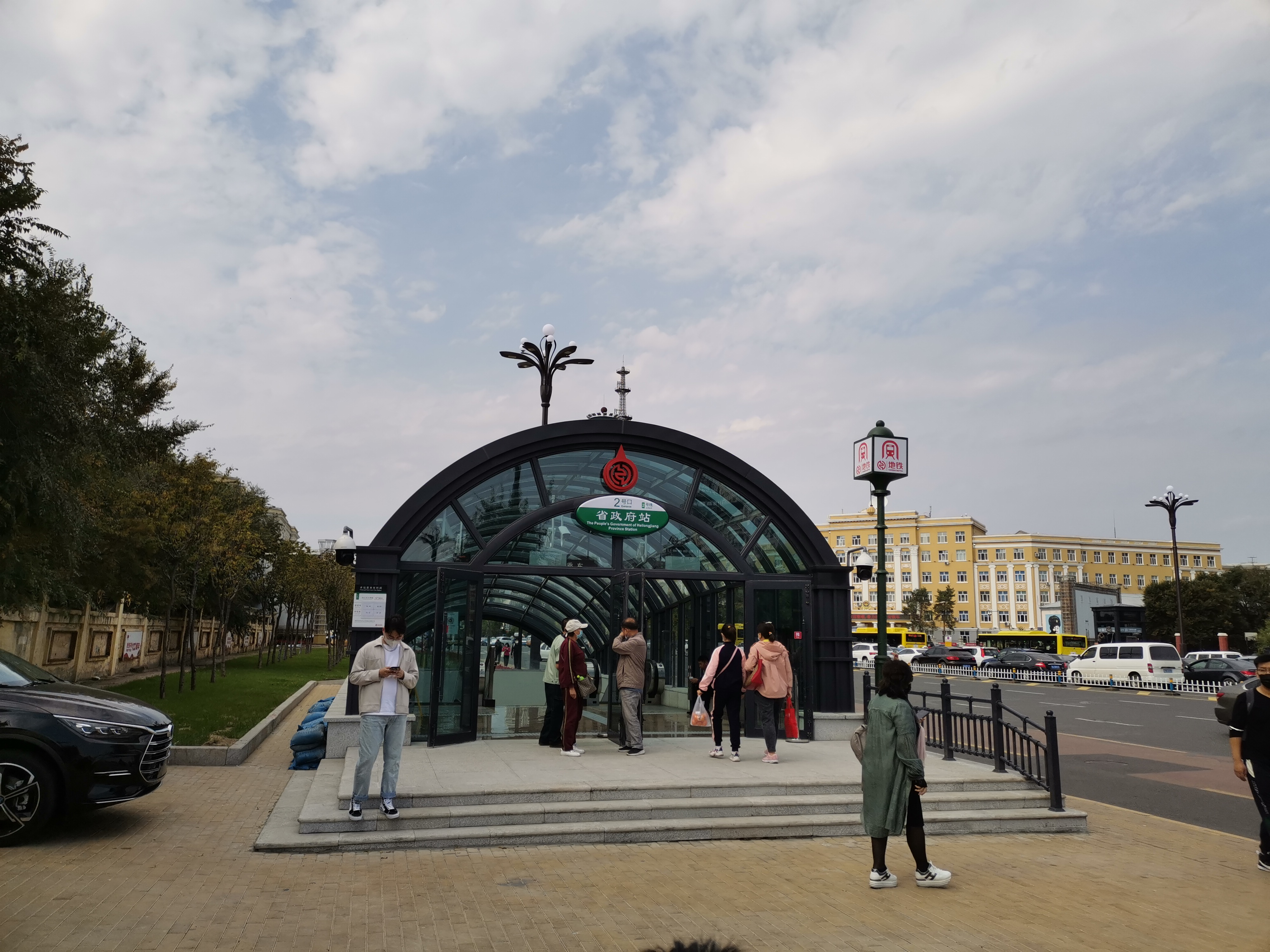
省政府站

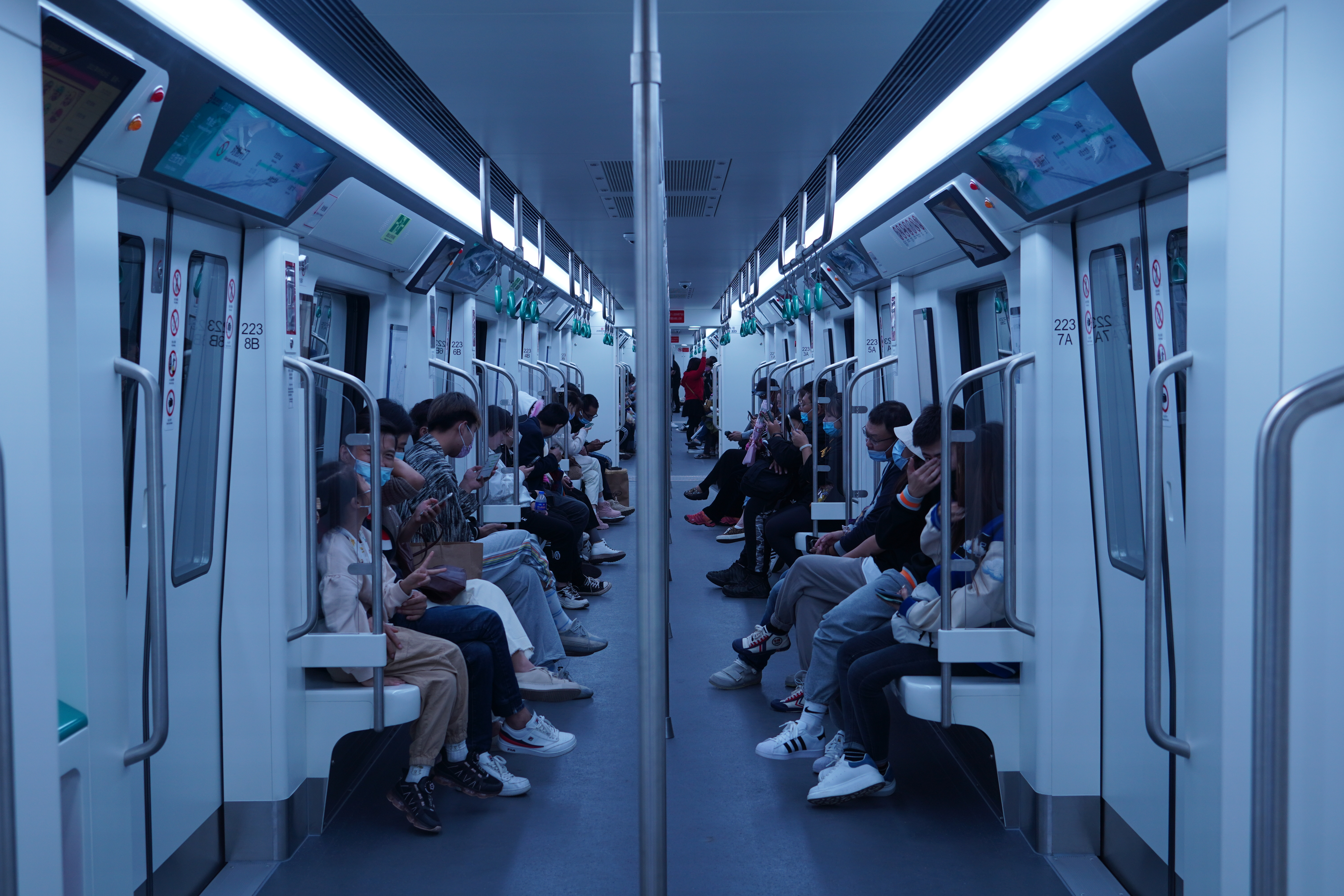
2号线列车车厢

哈尔滨地铁2号线为哈尔滨地铁首条跨松花江线路，由呼兰区江北大学城，经松北大道、太阳岛穿过松花江进入道里区，经过哈尔滨站进入南岗区，最终到达香坊区气象台，全长约28.7km，线路和站点均采用地下敷设方式，共设19座车站，其中换乘站7座，使用中车长客-庞巴迪（现为长客阿尔斯通）生产的B型车。同步建设公滨路车辆段（35公顷）、哈北停车场（18公顷）、江北控制中心、3座主变电所及配套机电系统设备。投资约为166.1亿元。线路标志色为 Hexachrome Green C 。2021年9月19日地铁二号线一期工程开通运营。

## 概要
2号线一期工程于2015年8月28日整体开工建设。整体工程估算投资205亿元，预计于2021年8月开通运营。
二期工程分为北延段和东延段。该项目列入了哈尔滨市城市轨道交通二期建设规划（2017~2022年）。
- 北延段为2号线一期工程的北延伸线。线路起自义乌小商品城，沿利民大道、宜春路、利民西三道街敷设，终到2号线一期工程终点—江北大学城站，途径义乌小商品城、徐州路、四平路、宝安路、雪花路、北京路、南京路、学院路，共8站8区间，全部为地下线，长约9.8km。
- 东延段为2号线一期工程的东延伸线。线路起自2号线一期工程终点—气象台站，沿公滨路敷设，终到民主村站，共3站3区间，全部为地下线，长约4.3km，设公滨路停车场1座。

## 历史
2021年5月12日上午，哈尔滨地铁2号线一期开启空载试运行。按照国家交通运输部的要求，本次试运行将为期三个月，最后经国家轨道交通行业专家评审提出意见整改后，决定载客试运营时间，标志着地铁2号线一期将进入开通试运营前的倒计时阶段。
2021年6月24日上午9点，为了让市民提前感受地铁2号线试运行后带来的方便快捷，以工程建设实绩成果向建党100年献礼，哈尔滨地铁集团举办了2号线“党员先锋号”市民观光专列试运行活动，观光乘客需携带乘车体验券到指定车站进行观光乘车，需按防疫有关要求扫码、佩戴口罩进站参观。观光列车运行路线的起点设置在省政府站，途经中央大街站，开往江北大学城站，再由江北大学城站折返回省政府站，区间行车速度约40公里/时。
2021年8月11日，哈尔滨地铁2号线完成空载试运行工作。待疫情缓解后，国家相关部门将组织专家开展初期运营前安全评估，评审通过后经批准，地铁2号线一期工程将开通载客运营。
9月16日，哈尔滨地铁集团发布公告，经哈尔滨市人民政府批准，哈尔滨地铁2号线一期工程定于2021年9月19日11时58分开通载客试运营。

## 使用车辆
本线路使用由中车长春轨道客车股份有限公司制造的列车，首批车共30列（车号 02 01 ~ 02 30）。列车外部通体白色，附有绿色腰线，车内均具有比1号线车辆更大的LCD信息显示屏，但在车头车尾顶部没有走字LED屏。
哈尔滨地铁集团公司后续也对2号线增购了车辆。目前最新的车辆已经来到了 02 36 号。
所有车辆均使用中车时代提供的牵引系统，其中 02 29 和 02 30 号车为永磁试验车。这两列车也是哈尔滨地铁目前唯二使用永磁同步电机牵引的车辆。

## 车站

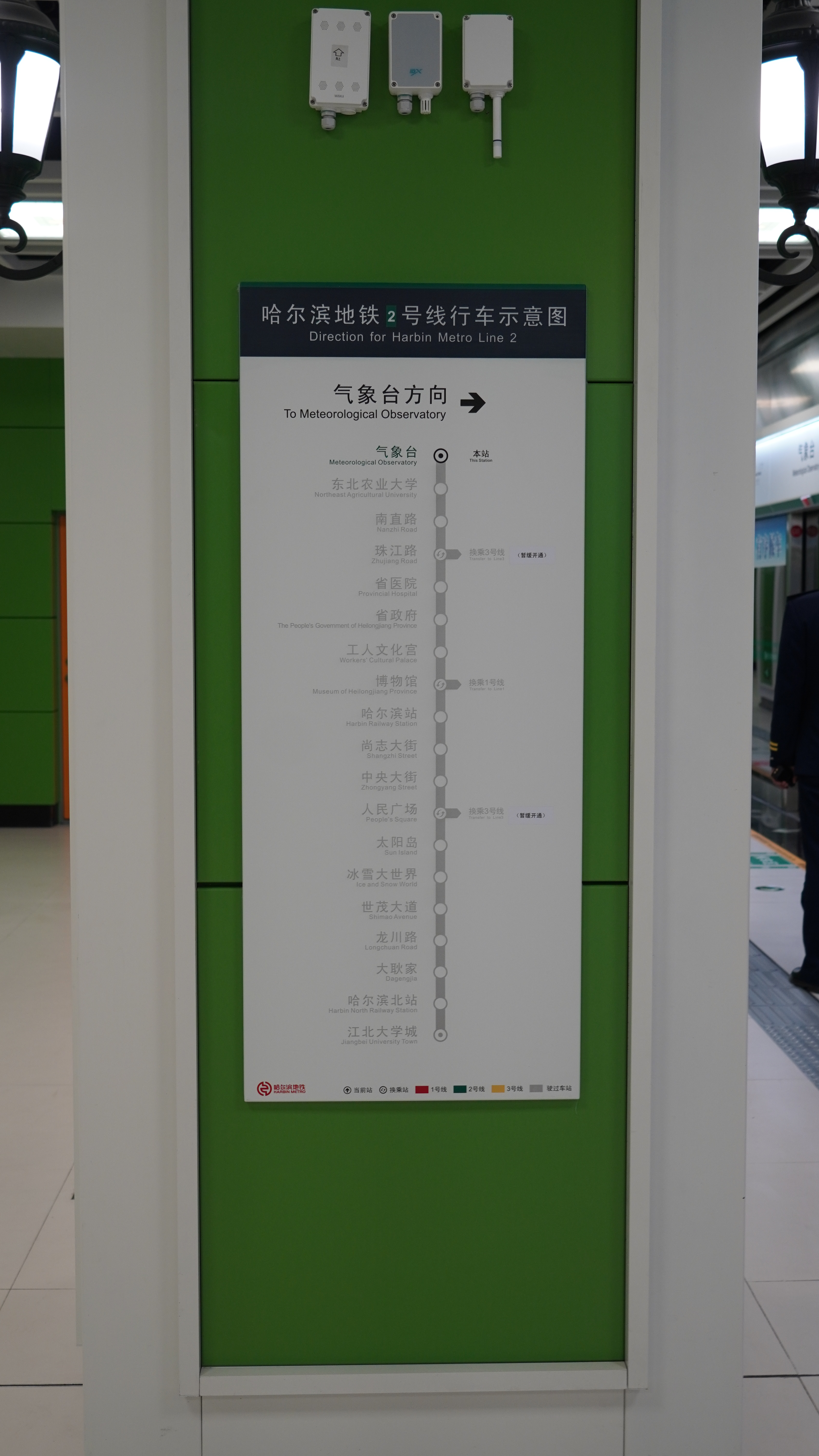
2号线线路图（气象台方向）

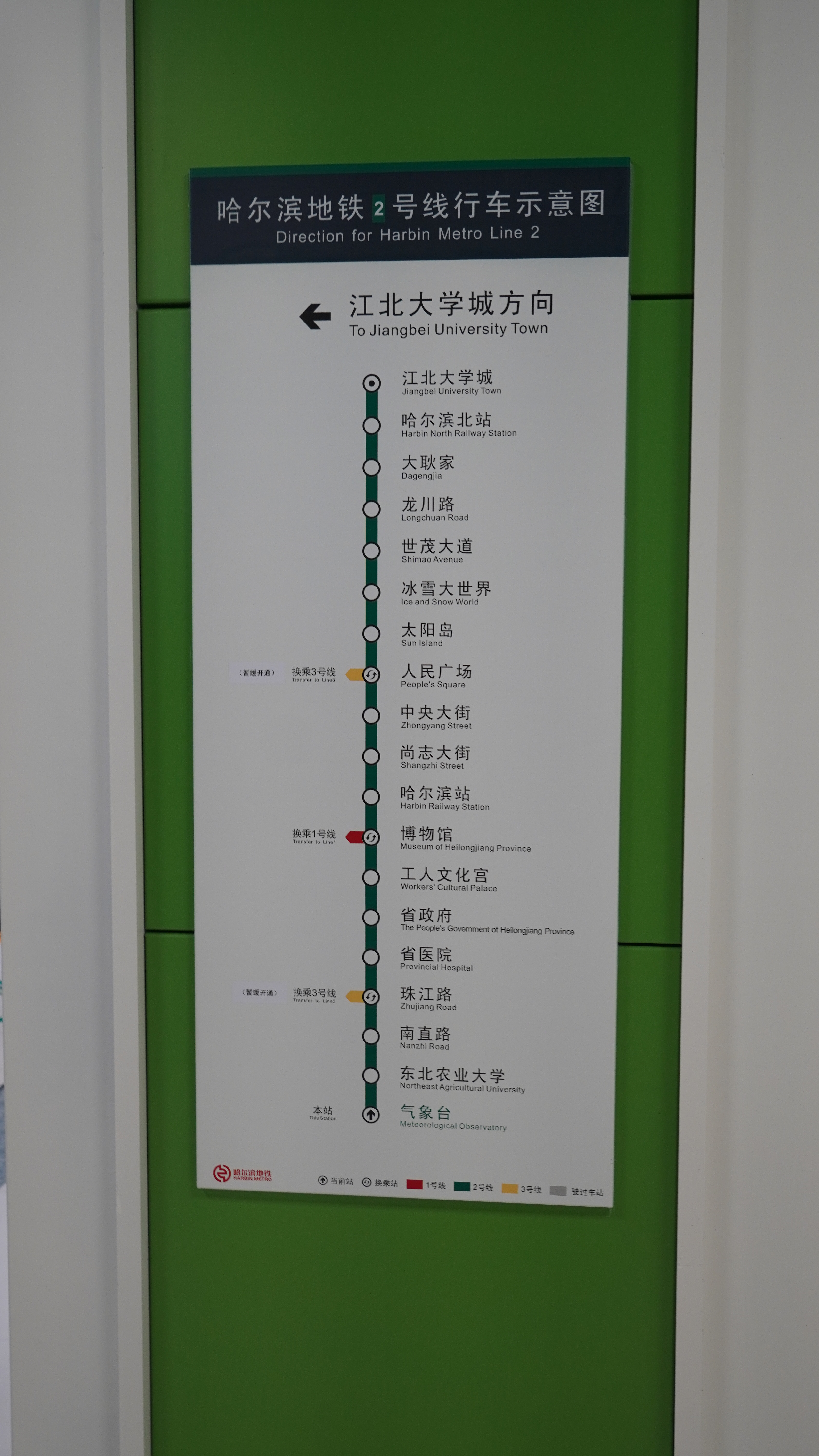
2号线线路图（江北大学城方向）

哈尔滨地铁2号线共设19座车站，设车辆段1座（哈北车辆段）。
| 哈尔滨地铁2号线车站列表 |                |                                                  |        |            |               |              |            |            |                |                |            |            |                |                |
| 分期                    | 站名           | 英文站名                                         | 位置   | 换乘       | 开通时间      | 车站形式     | 工作日     | 工作日     | 工作日         | 工作日         | 休息日     | 休息日     | 休息日         | 休息日         |
| 分期                    | 站名           | 英文站名                                         | 位置   | 换乘       | 开通时间      | 车站形式     | 往气象台站 | 往气象台站 | 往江北大学城站 | 往江北大学城站 | 往气象台站 | 往气象台站 | 往江北大学城站 | 往江北大学城站 |
| 分期                    | 站名           | 英文站名                                         | 位置   | 换乘       | 开通时间      | 车站形式     | 首班车     | 末班车     | 首班车         | 末班车         | 首班车     | 末班车     | 首班车         | 末班车         |
| 一 期 工 程             | 江北大学城站   | Jiangbei University Town                         | 呼兰区 | 不適用     | 2021年9月19日 | 地下岛式站台 | 6:00       | 22:30      | 不適用         | 不適用         | 6:00       | 22:30      | 不適用         | 不適用         |
| 一 期 工 程             | 哈尔滨北站     | Harbin North Railway Station                     | 呼兰区 | 哈尔滨北站 | 2021年9月19日 | 地下岛式站台 | 6:04       | 22:34      | 6:05           | 23:17          | 6:03       | 22:33      | 6:03           | 23:16          |
| 一 期 工 程             | 大耿家站       | Dagengjia                                        | 松北区 | 不適用     | 2021年9月19日 | 地下岛式站台 | 6:02       | 22:37      | 6:02           | 23:13          | 6:00       | 22:37      | 6:00           | 23:12          |
| 一 期 工 程             | 龙川路站       | Longchuan Road                                   | 松北区 | 6:00       | 2021年9月19日 | 地下岛式站台 | 22:39      | 6:00       | 23:11          | 6:02           | 22:39      | 6:05       | 23:10          |                |
| 一 期 工 程             | 世茂大道站     | Shimao Avenue                                    | 松北区 | 6:03       | 2021年9月19日 | 地下岛式站台 | 22:42      | 6:04       | 23:08          | 6:00           | 22:42      | 6:02       | 23:07          |                |
| 一 期 工 程             | 冰雪大世界站   | Ice and Snow World                               | 松北区 | 6:02       | 2021年9月19日 | 地下岛式站台 | 22:47      | 6:00       | 23:03          | 6:00           | 22:47      | 6:06       | 23:02          |                |
| 一 期 工 程             | 太阳岛站       | Sun Island                                       | 松北区 | 6:00       | 2021年9月19日 | 地下岛式站台 | 22:50      | 6:05       | 23:00          | 6:03           | 22:50      | 6:03       | 22:59          |                |
| 一 期 工 程             | 人民广场站     | People's Square                                  | 道里区 | █ 3号线    | 2021年9月19日 | 地下岛式站台 | 6:03       | 22:54      | 6:02           | 22:56          | 6:00       | 22:53      | 6:00           | 22:56          |
| 一 期 工 程             | 中央大街站     | Zhongyang Street                                 | 道里区 | 不適用     | 2021年9月19日 | 地下岛式站台 | 6:00       | 22:56      | 6:00           | 22:54          | 6:02       | 22:56      | 6:06           | 22:54          |
| 一 期 工 程             | 尚志大街站     | Shangzhi Street                                  | 道里区 | 6:02       | 2021年9月19日 | 地下岛式站台 | 22:58      | 6:05       | 22:52          | 6:04           | 22:58      | 6:04       | 22:52          |                |
| 一 期 工 程             | 哈尔滨站       | Harbin Railway Station                           | 南岗区 | 哈尔滨站   | 2021年9月19日 | 地下岛式站台 | 6:00       | 23:01      | 6:03           | 22:50          | 6:06       | 23:00      | 6:02           | 22:50          |
| 一 期 工 程             | 博物馆站       | Museum of Heilongjiang Province                  | 南岗区 | █ 1号线    | 2021年9月19日 | 地下岛式站台 | 6:02       | 23:03      | 6:01           | 22:47          | 6:00       | 23:02      | 6:00           | 22:47          |
| 一 期 工 程             | 工人文化宫站   | Workers' Cultural Palace                         | 南岗区 | 不適用     | 2021年9月19日 | 地下岛式站台 | 6:00       | 23:06      | 6:07           | 22:45          | 6:02       | 23:05      | 6:04           | 22:44          |
| 一 期 工 程             | 省政府站       | The People's Government of Heilongjiang Province | 南岗区 | 6:00       | 2021年9月19日 | 地下岛式站台 | 23:08      | 6:05       | 22:42          | 6:04           | 23:07      | 6:02       | 22:42          |                |
| 一 期 工 程             | 省医院站       | Provincial Hospital                              | 香坊区 | 6:00       | 2021年9月19日 | 地下岛式站台 | 23:11      | 6:02       | 22:39          | 6:00           | 23:10      | 6:00       | 22:40          |                |
| 一 期 工 程             | 珠江路站       | Zhujiang Road                                    | 香坊区 | █ 3号线    | 2021年9月19日 | 地下岛式站台 | 6:02       | 23:13      | 6:00           | 22:37          | 6:02       | 23:12      | 6:07           | 22:37          |
| 一 期 工 程             | 南直路站       | Nanzhi Road                                      | 香坊区 | 不適用     | 2021年9月19日 | 地下岛式站台 | 6:04       | 23:15      | 6:05           | 22:35          | 6:04       | 23:15      | 6:05           | 22:35          |
| 一 期 工 程             | 东北农业大学站 | Northeast Agricultural University                | 香坊区 | 6:07       | 2021年9月19日 | 地下岛式站台 | 23:18      | 6:02       | 22:32          | 6:07           | 23:17      | 6:02       | 22:32          |                |
| 一 期 工 程             | 气象台站       | Meteorological Observatory                       | 香坊区 | 不適用     | 2021年9月19日 | 地下岛式站台 | 不適用     | 6:00       | 22:30          | 不適用         | 不適用     | 6:00       | 22:30          |                |